# Кредо Вбивці: Виникнення
«Кредо Вбивці: Виникнення (англ. «Assassin's Creed: Ascendance») — короткометражний мультфільм, створений UbiWorkshop, відділом компанії Ubisoft, в листопаді 2010 року і був викладений в мережах PlayStation®Store, Xbox LIVE® і ITunes 16 листопада 2010 року. Сценарій був написаний Ітаном Перрі, режисером став Лорен Берньє.

## Опис
Мультфільм являє собою "місток" між іграми Assassin's Creed II і Assassin's Creed: Brotherhood. У ньому розповідається історія Еціо Аудиторе, що збирає інформацію про те, яким чином Чезаре Борджіа прийшов до влади в Італії. Тому сцени мультфільму, в основному, складаються з діалогів між Еціо і його інформатором.
Аніматори намалювали мультфільм в стилі картин, написаних олійними фарбами, традиційних для живопису епохи Відродження. Крім цього, щоб порадувати фанатів серії, творці мультфільму використовували звукові ефекти і фонові зображення, взяті безпосередньо з ігор.

## Цікаві факти
- Спочатку цей проєкт називався "Секретний проєкт №3"
- У найпершій сцені мультфільму показано вбивство Барона Валуа.